# Hvaler
Hvaler é uma comuna da Noruega, com 87 km² de área e 3 694 habitantes (censo de 2004).         